# Tron: Legacy Reconfigured
Tron: Legacy Reconfigured (estilizado como Tron: Legacy R3C0NF1GUR3D en la portada) es un álbum de remixes del dúo francés de música electrónica Daft Punk. El álbum contiene varios remixes de las canciones de Tron: Legacy, banda sonora de la película del mismo nombre compuesta por Daft Punk. El álbum fue lanzado el 5 de abril de 2011 a través de Walt Disney Records.

## Listado de canciones
Tron: Legacy Reconfigured

| N.º | Título                                                     | Duración |  |
| 1.  | «Derezzed - Remixed by The Glitch Mob»                     | 4:22     |  |
| 2.  | «Fall - Remixed by M83 vs. Big Black Delta»                | 3:55     |  |
| 3.  | «The Grid - Remixed by The Crystal Method»                 | 4:27     |  |
| 4.  | «Adagio for TRON - Remixed by Teddybears»                  | 5:34     |  |
| 5.  | «The Son of Flynn - Remixed by Ki: Theory»                 | 4:35     |  |
| 6.  | «C.L.U. - Remixed by Paul Oakenfold»                       | 4:51     |  |
| 7.  | «The Son of Flynn - Remixed by Moby»                       | 6:32     |  |
| 8.  | «End of Line - Remixed by Boys Noize»                      | 5:40     |  |
| 9.  | «Rinzler - Remixed by Kaskade»                             | 6:52     |  |
| 10. | «ENCOM, Part II - Remixed by Com Truise»                   | 4:52     |  |
| 11. | «End of Line - Remixed by Photek»                          | 5:18     |  |
| 12. | «Arena - Remixed by The Japanese Popstars»                 | 6:07     |  |
| 13. | «Derezzed - Remixed by Avicii»                             | 5:04     |  |
| 14. | «Solar Sailer - Remixed by Pretty Lights»                  | 4:32     |  |
| 15. | «Tron Legacy (End Titles) - Remixed by Sander Kleinenberg» | 5:04     |  |

Versión para Australia

| N.º | Título                                                     | Duración |  |
| 1.  | «Derezzed - Remixed by The Glitch Mob»                     | 4:22     |  |
| 2.  | «Fall - Remixed by M83 vs. Big Black Delta»                | 3:55     |  |
| 3.  | «The Grid - Remixed by The Crystal Method»                 | 4:27     |  |
| 4.  | «Adagio for TRON - Remixed by Teddybears»                  | 5:34     |  |
| 5.  | «The Son of Flynn - Remixed by Ki: Theory»                 | 4:35     |  |
| 6.  | «C.L.U. - Remixed by Paul Oakenfold»                       | 4:51     |  |
| 7.  | «The Son of Flynn - Remixed by Moby»                       | 6:32     |  |
| 8.  | «End of Line - Remixed by Boys Noize»                      | 5:40     |  |
| 9.  | «Rinzler - Remixed by Kaskade»                             | 6:52     |  |
| 10. | «ENCOM, Part II - Remixed by Com Truise»                   | 4:52     |  |
| 11. | «End of Line - Remixed by Tame Impala»                     | 5:23     |  |
| 12. | «Arena - Remixed by The Japanese Popstars»                 | 6:07     |  |
| 13. | «Derezzed - Remixed by Avicii»                             | 5:04     |  |
| 14. | «Solar Sailer - Remixed by Pretty Lights»                  | 4:32     |  |
| 15. | «Tron Legacy (End Titles) - Remixed by Sander Kleinenberg» | 5:04     |  |